# Celsino Ticiano
Celsino Ticiano (em latim: Celsinus Titianus) foi um oficial do século IV, ativo durante o reinado conjunto de Graciano (r. 367–383), Teodósio I (r. 378–395) e Valentiniano II (r. 375–392). Era irmão de Quinto Aurélio Símaco. Em 380, segundo uma lei preservada no Código de Teodósio (xiv 3.17a) e uma das epístolas de seu irmão, serviu como vigário da África. Sua morte ocorreu provavelmente no final de 380, quando ela impediu que Símaco participasse das cerimônias consulares de Siágrio. Ticiano foi destinatário das epístolas I.62-74 de Símaco.